# Роуз-Хилс (кладбище)
Мемориальный парк Роуз-Хилс (англ. Rose Hills Memorial Park) — кладбище в США, расположенное в округе Лос-Анджелес (Калифорния).

## История
Кладбище основано в 1914 году. В 1942 году завершено строительство крематория, а в 1956 году морга и цветочного магазина. Это сделало Роуз-Хилс одним из первых кладбищ в США, где предлагаются все необходимые услуги и средства для увековечения.

## Дополнительно
- Штат сотрудников кладбища насчитывает 600 человек.
- Из-за большого числа азиатского населения Лос-Анджелеса, кладбище предоставляет услуги и места для погребения приверженцам фэн-шуй.
- На территории кладбища имеется 280 тыс. захоронений.
- Здесь похоронен рэпер Eric Lynn Wright (Eazy-E).
- Здесь и могила 31-го губернатора Калифорнии Гудвина Найта (Goodwin Knight).